# Молл-оф-Азия Арена
Молл-оф-Азия Арена — крытая арена в Пасае. Вместимость арены составляет 15 000 мест для спортивных мероприятий и 20 000 мест для концертов. Площадь арены составляет 64 000 м²

## История
Строительство арены началось в 2010 году. Арена открылась 21 мая в 2012 года.
16 июня 2012 года было проведено отдельное мероприятие в рамках торжественной церемонии открытия крытой арены. Icons at the Arena: Masters of OPM, в котором приняли участие различные местные музыканты и певцы.

## События
- 2013 Чемпионат Азии по баскетболу.
- 2016 Manila Major.
- 2016 Мисс Вселенная.
- 2016 Мисс Земля.
- 2017 Мисс Земля.
- 2018 Мисс Земля.
- 2023 Чемпионат мира по баскетболу.
- 2024 Мисс Вселенная.